# Novo Miloševo
Novo Miloševo (cyr. Ново Милошево) – wieś w Serbii, w Wojwodinie, w okręgu środkowobanackim, w gminie Novi Bečej. W 2011 roku liczyła 6020 mieszkańców.